# Böret Palm
Böret Palm, född 17 april 1925 i Säffle, död 27 juli 2016 i Taserud, Arvika, var en svensk jurist.
Böret Palm blev juris kandidat vid Uppsala universitet 1950, gjorde tingstjänstgöring 1950–1952 och utnämndes till extra ordinarie fiskal i Svea hovrätt 1954. Hon var tillförordnad ägodelningsdomare 1955–1956, tingssekreterare 1957–1958 och utnämndes 1960 till assessor. Hon var notarie i tredje lagutskottet 1960, biträde åt Justitieombudsmannen 1961 och sekreterare i tredje lagutskottet 1961–1962. Böret Palm var sakkunnig i Kommunikationsdepartementet 1962–1965, blev kansliråd 1965 och var expeditionschef i departementet 1971–1977. Hon utnämndes till hovrättsråd 1971. Böret Palm var justitieråd 1977–1992, som den andra kvinnan någonsin.